# Смирнов, Михаил Владимирович
Михаил Владимирович Смирнов (21.10.1918 — 20.02.1998) — российский учёный в области физической химии и электрохимии, профессор, доктор химических наук.

## Биография
Родился в городе Оса Пермской губернии.
В 1941—1944 годах после окончания химического факультета Уральского государственного университета им. А. М. Горького — инженер, и. о. начальника цеха Пышминского медеэлектролитного завода.
С 1944 года до конца жизни работал в Уральском отделении (филиале) АН СССР (РАН), в 1949—1987 заведующий лабораторией расплавленных электролитов, с 1988 главный научный сотрудник. Директор-организатор Института электрохимии УФАН СССР (1957—1961), переименованного в 1992 году в Институт высокотемпературной электрохимии УрО РАН.
В 1949—1953 доцент, и. о. зав. кафедрой радиохимии УПИ.
Умер 20 февраля 1998 года в Екатеринбурге, похоронен вместе с женой Марией Андреевной Панюковой на Сибирском кладбище Екатеринбурга.

## Научная деятельность
Доктор химических наук (1956), профессор (1957).
Проводил исследования в области физической химии и электрохимии расплавленных и твердых электролитов.
Автор 27 изобретений и двух монографий: «Электродные потенциалы в расплавленных хлоридах» и «Вязкость расплавленных галогенидов щелочных металлов и их бинарных смесей».

## Награды и звания
- Сталинская премия 3 степени (31.12.1953);
- Государственная премия СССР (1988);
- Заслуженный деятель науки и техники РСФСР (1980);
- Орден Трудового Красного Знамени;
- Медали.